# Hreczany
Hreczany (ukr. Гречани) – rejon miasta Chmielnickiego ze stacją kolejową Hreczany. Do 1946 roku oddzielna wieś. 
W 1936 roku miejscowych Polaków wywieziono do Kazachstanu, gdzie założyli wioskę Tajynsza. Około roku 1937 funkcjonariusze NKWD dokonali w Hreczanach masowej zbrodni (por: operacja polska NKWD)[niewiarygodne źródło?].
W roku 2010 Rada miasta Chmielnicki z inicjatywy miejscowych Polaków zmieniła nazwę jednej z ulic Hreczan z „Moisieja Urickiego” na „Lecha Kaczyńskiego”.